# Скурський Лев Олександрович
Лев Олександрович Скурський (1889 — † після 1934) — хорунжий Армії УНР, військовий льотчик.
Народився у с. Пришивальня Васильківського повіту Київської губернії. Походив з родини будівельника, який працював у Києві на будівництві Критого ринку, Луцьких казарм тощо. Закінчив реальну школу у Фастові, потому був покликаний на дійсну військову службу, яку відбував у Києві.

## Служба в РІА
У складі авіаційних частин російської армії брав участь у Першій світовій війні. 1917 р. отримав звання унтер-офіцера. У 1917 р. з групою інших російських пілотів відряджений до Франції, де навчався у школах авіації у Шартрі, Аворі, Па та Казо. 12 жовтня 1917 разом з іншими авіаторами прибув до Петрограда.

## Служба в РСЧА
По розпаді російської армії зарахований до РСЧА та призначений на службу військовим льотчиком у Смоленський авіаційний загін.

## Служба в Армії УНР
Втік з Радянської Росії на батьківщину. Певний час служив в авіації Української Держави, але був звільнений як особа, що не мала офіцерського звання. У січні 1919 р. служив льотчиком Особливого авіаційного загону Осадного корпусу Дієвої армії УНР, здійснював бойові польоти під час боротьби українських військ з більшовиками на Лівобережній Україні. Протягом 1919 р. служив у 4-му авіаційному загоні Дієвої армії УНР, здійснював неодноразові повітряні операції, причому в червні 1919 р. наказом по авіації за бойові заслуги та вдало проведені повітряні розвідки дістав ранг хорунжого. У листопаді 1919 р. з дозволу командира загону О. Наконечного залишив Проскурів, у якому розташовувався 4-й авіаційний загін, та разом із дружиною виїхав до Камянця-Подільського, де до квітня 1920 р. приватно мешкав у тестя (працівника місцевої польської поліції).
У квітні 1920 р. за наказом Військового міністерства УНР виїхав до Варшави, де мала формуватись 1-а Запорізька авіаційна ескадрилья Армії УНР. 19 вересня 1920 зарахований до 1-го бойового авіаційного загону, в складі якого у листопаді 1920 р. брав участь у повітряних бойових операціях проти Червоної армії. Після інтернування Армії УНР на польській території здійснив переліт з Ярмолинців до Львова. Потому був відправлений у Бидгощ, куди у той час прибула вся 1-а Запорізька авіаційна ескадрилья. У 1922 р. перейшов працювати на завод «Блюмве» у Бидгощі.

## Повернення в УРСР
1 лютого 1923 відправлений у табір для осіб, що бажали повернутися до Радянської Росії, у Повзонках (Варшава), і 13 квітня 1923 відбув на батьківщину. Після повернення намагався влаштуватися на завод «Ремвоздух» № 6 у Києві, але по 3 днях роботи був звільнений. Потому перебивався випадковими заробітками, бідував. 10 листопада 1926 нарешті влаштувався мідником на завод «Червоний Жовтень» у Фастові.
Остаточно оселився у Фастові за адресою: станція Дачна, 11.